# أرجنت (فريق روك)
أرجنت (بالإنجليزية: Argent) فرقة روك إنجليزية تأسست عام 1969 على يد عازف لوحة المفاتيح رود أرجنت ، عُرفت سابقًا باسم The Zombies. اعتُبرت ثلاثة أغاني من غنائهم من أفضل 40 أغنية فردية في المملكة المتحدة وهم: أغنية "Hold Your Head Up" (بالعربية: ارفع رأسك) التي وصلت إلى المركز الخامس وبقيت 12 أسبوعًا على قائمة أفضل الأغاني، وأغنية "Tragedy"(بالعربية: مأساة) (في المركز الـ 34)، وأغنية "God Gave Rock and Roll to You" (في المركز الـ رقم 18). حقق أثنين من ألبوماتهم في المملكة المتحدة مبيعات قياسية وهما : ألبوم All Together Now (بالعربية : معا الآن) الذي وصل إلى المرتبة 13 في عام 1972 ، و ألبوم In Deep (بالعربية: في العمق) والذي ظل لمدة أسبوع واحد في المرتبة 49 في عام 1973. 

## أعضاء الفرقة
- رود آرجنت:  غازف لوحات المفاتيح، ودعم وغناء رئيسي (1969-1976، 2010، 2012، 2013)[8]
- بوب هنريت: طبول (1969-1976، 2010، 2012، 2013)[9]
- روس بالارد: جيتار، وغناء رئيسي (1969-1974، 2010، 2012، 2013)[10]
- جيم رودفورد: جيتار باس، وغناء مساند (1969-1976، 2010، 2012، 2013؛ توفي 2018)[11]
- جون فيريتي: جيتار، وغناء رئيسي (1974-1976)[12]
- جون جريمالدي: جيتار (1974-1976؛ توفي عام 1983)[13]

## الألبومات
- (1970) أرجنت Argent[14]
- (1971) دائرة من الأيدي Ring of Hands[15]
- (1972) الكل معاً الآن All Together Now[5]
- (1973) في العمق In Deep[16]
- (1974) نيكزس Nexus[17]
- (1975) السيرك Circus[18]
- (1975) نقاط المقابلة Counterpoints[19]

## وصلات خارجية
https://www.allmusic.com/artist/argent-mn0000593930 أرجنت (فريق روك)
http://www.progarchives.com/artist.asp?id=804 أرجنت (فريق روك)
https://www.discogs.com/artist/154209-Argent أرجنت (فريق روك)
https://historygreatest.com/argent-band أرجنت (فريق روك)